# Joanna (South Carolina)
Joanna is een plaats (census-designated place) in de Amerikaanse staat South Carolina, en valt bestuurlijk gezien onder Laurens County.

## Demografie
Bij de volkstelling in 2000 werd het aantal inwoners vastgesteld op 1609.

## Geografie
Volgens het United States Census Bureau beslaat de plaats een oppervlakte van
8,2 km², geheel bestaande uit land. Joanna ligt op ongeveer 153 m boven zeeniveau.

## Plaatsen in de nabije omgeving
De onderstaande figuur toont nabijgelegen plaatsen in een straal van 24 km rond Joanna.